# Jiří Marek (1940)
Jiří Marek (* 6. ledna 1940) je československý basketbalista, účastník dvou mistrovství Evropy, stříbrný medailista z Mistrovství Evropy 1967. Je zařazen na čestné listině mistrů sportu.
V československé basketbalové lize odehrál celkem 11 sezón (1958–1970). Hrál za kluby Spartak Sokolovo / Sparta Praha (9 sezón) a Dukla Dejvice. Se Spartou Praha získal 6 medailí, jednu stříbrnou za druhé místo v roce 1959 a pět bronzových za třetí místa (1962, 1964, 1966 až 1968).
Za československou basketbalovou reprezentaci hrál na dvou Mistrovství Evropy 1961 v Bělehradě (5. místo) a 1967 v Helsinkách (2. místo) a získal na nich jednu stříbrnou medaili. Za reprezentační družstvo Československa v letech 1961–1967 odehrál celkem 76 zápasů, z toho 11 ve finálové části na mistrovství Evropy, v nichž zaznamenal 24 bodů.

## Hráčská kariéra

### kluby
- 1958–1959 Spartak Sokolovo – 2. místo (1959)
- 1959–1961 Dukla Dejvice – 9. místo (1961), 12. místo (1961)
- 1961–1970 Sparta Praha: 5x 3. místo (1962, 1964, 1966, 1967, 1968), 4. místo (1963), 5. místo (1965), 7. místo (1970).

### Československo
- Mistrovství Evropy 1961 Bělehrad (7 bodů /5 zápasů) 5. místo, 1967 Helsinky, Finsko (17 /6) 2. místo
  - Na dvou Mistrovství Evropy jedna stříbrná medaile a celkem 24 bodů v 11 zápasech
- Za reprezentační družstvo mužů Československa (1961–1967) celkem 76 utkání.